# ماثيو كينيدي (كاتب)
ماثيو كينيدي (بالإنجليزية: Matthew Kennedy)‏ هو كاتب أمريكي، ولد في 14 مارس 1957 في ردينغ في الولايات المتحدة.

## وصلات خارجية
- الموقع الرسمي
- ماثيو كينيدي على موقع IMDb (الإنجليزية)